# Mila Kunis

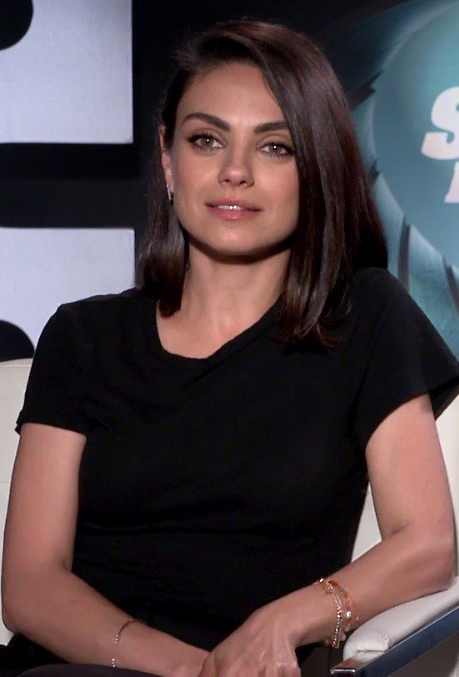
Mila Kunis (2018)

Milena „Mila“ Markowna Kunis (anhörenⓘ ukrainisch Мілена „Міла“ Марківна Куніс, eng. transk. Milena „Mila“ Markivna Kunis, russisch Милена „Мила“ Марковна Кунис, eng. transk. Milena „Mila“ Markovna Kunis, * 14. August 1983 in Czernowitz, Ukrainische SSR, Sowjetunion; heute Ukraine) ist eine US-amerikanische Schauspielerin und Synchronsprecherin. Sie wurde durch ihre Rolle als Jackie Burkhart in der Sitcom Die wilden Siebziger bekannt.

## Leben
Mila Kunis wurde 1983 als Tochter des Maschinenbauingenieurs Mark und der Physiklehrerin Elvira Kunis im sowjetischen Czernowitz in der heutigen Ukraine geboren. Sie hat einen älteren Bruder, der als Biochemiker arbeitet. 1991, im Alter von sieben Jahren, emigrierte ihre Familie mit ihr nach Los Angeles in Kalifornien, wo sie aufwuchs.
In Los Angeles besuchte sie die Hubert Howe Bancroft Middle School und nahm nachmittags Schauspielunterricht. Sie erhielt erste kleinere Rollen in Kinderprogrammen und Fernsehwerbespots. 1994 spielte sie in einer Episode von Zeit der Sehnsucht die Rolle der Hope Williams, die sie in ihrer Kindheit darstellte. Mit 14 Jahren wurde Kunis für die Fernsehserie Die wilden Siebziger gecastet, obwohl sie wegen des geforderten Mindestalters von 18 Jahren falsche Angaben bezüglich ihres Alters gemacht hatte. Parallel zu ihrer Rolle in der Sitcom besuchte sie die Fairfax Senior Highschool in Los Angeles, an der sie 2001 ihren Abschluss machte. Kunis sagte, dass sie mit Jackie, ihrer Rolle in dieser Serie, nicht viel gemeinsam habe, sie sei mehr ein „Girl-Next-Door“-Typ mit leicht maskulinem Anstrich. 2005 wurde sie für das Cover des Männermagazins Stuff abgelichtet.
Es folgten Rollen wie die Hauptrolle im Aerosmith-Musikvideo Jaded oder in Filmen wie beispielsweise in Gia – Preis der Schönheit, wo sie Angelina Jolies Figur Gia im Teenager-Alter spielt, sowie in The Book of Eli neben Denzel Washington. Kunis ist zudem die Synchronstimme von Meg Griffin in der Zeichentrickserie Family Guy. Für ihre Rolle in Black Swan bekam sie den Marcello-Mastroianni-Preis der Filmfestspiele von Venedig. Außerdem erhielt sie eine Nominierung für den Golden Globe in der Kategorie Beste Nebendarstellerin. 2011 spielte sie neben Justin Timberlake in dem Spielfilm Freunde mit gewissen Vorzügen die Hauptrolle der Jamie.
2012 war sie neben Mark Wahlberg in der Komödie Ted des Family-Guy-Erfinders Seth MacFarlane in der Hauptrolle der Lori Collins zu sehen. 2014 trat sie in einer Werbekampagne für Jim Beam auf. Weitere Filmrollen folgten, darunter auch in Komödien wie Bad Moms (2016) sowie 2015 in dem Science-Fiction-Film Jupiter Ascending. Ihr Schaffen umfasst mehr als 60 Produktionen. Außerdem wirkte sie in verschiedenen Dramen mit, so etwa in Four Good Days (2020).

## Privates

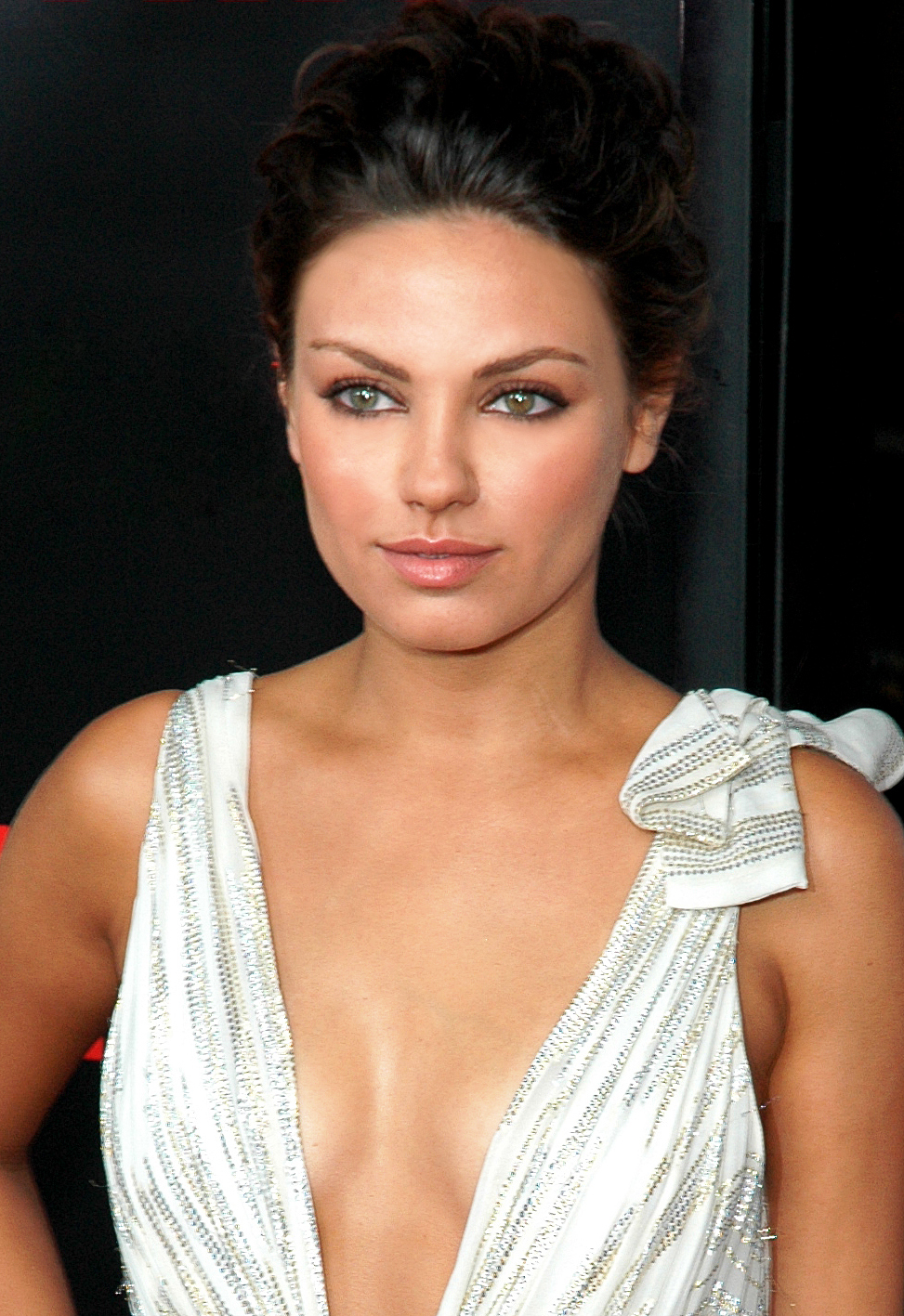
Mila Kunis (2008)

Von 2002 bis Januar 2011 war Mila Kunis mit dem ehemaligen Kinderstar Macaulay Culkin liiert. Seit Mitte 2012 ist sie mit Ashton Kutcher, ihrem Schauspielkollegen aus Die wilden Siebziger, zusammen. Sie heirateten im Juli 2015 und haben eine Tochter (* 2014) und einen Sohn (* 2016).
Mila Kunis ist jüdischen Glaubens, bezeichnete sich selbst in einer US-Talkshow allerdings als „schlechte Jüdin“, weil sie sich nicht allzu sehr an das Brauchtum halte. Sie hat verschiedenfarbige Augen (Iris-Heterochromie) – eins ist grün, das andere braun. Außerdem war sie nach eigenen Angaben über mehrere Jahre auf einem Auge blind; erst durch eine Operation konnte ihre Sehfähigkeit wiederhergestellt werden. In ihrer Kindheit wurde bei ihr ADHS diagnostiziert.
Nach dem russischen Überfall auf die Ukraine 2022 starteten sie und ihr Mann eine Spendenkampagne auf gofundme, um 30 Millionen Dollar für ukrainische Flüchtlinge zu sammeln. Das Paar spendete selbst drei Millionen Dollar.

## Filmografie (Auswahl)
- 1994–1995: Baywatch – Die Rettungsschwimmer von Malibu (Baywatch, Fernsehserie, zwei Folgen)
- 1995: Make a Wish, Molly
- 1995: Die Rückkehr der Piranhas (Piranha, Fernsehfilm)
- 1995: Nachtschicht mit John (The John Larroquette Show, Fernsehserie, Folge 2x14 The Defiant One)
- 1995: Wer ist hier der Cop? (Hudson Street, Fernsehserie, Folge 1x03 Here’s Just Looking at You, Kid)
- 1996: Santa Claus mit Muckis (Santa with Muscles)
- 1996: Auf schlimmer und ewig (Unhappily Ever After, Fernsehserie, Folge 2x15 In the Stars)
- 1996–1997: Nick Freno: Licensed Teacher (Fernsehserie, fünf Folgen)
- 1996–1997: Eine himmlische Familie (7th Heaven, Fernsehserie, 4 Folgen)
- 1997: Liebling, jetzt haben wir uns geschrumpft (Honey, We Shrunk Ourselves)
- 1997: Walker, Texas Ranger (Fernsehserie, Folge 5x15 Last Hope)
- 1998: Gia – Preis der Schönheit (Gia, Fernsehfilm)
- 1998: Jagabongo – Eine schrecklich nette Urwaldfamilie (Krippendorf’s Tribe)
- 1998–2006: Die wilden Siebziger (That ’70s Show, Fernsehserie, 200 Folgen)
- 1998: Milo
- 1998: Pensacola – Flügel aus Stahl (Pensacola: Wings of Gold, Fernsehserie, Folge 1x12 Company Town)
- seit 1999: Family Guy (Fernsehserie, Stimme für Meg Griffin)
- 2000–2002: Sechs unter einem Dach (Get Real, Fernsehserie, zwei Folgen)
- 2001: Ran an die Braut (Get Over It)
- 2002: American Psycho II: Der Horror geht weiter (American Psycho II: All American Girl)
- 2002: MADtv (Fernsehserie, Folge 8x07)
- 2004: Tony ’n’ Tina’s Wedding
- 2004: Keine Gnade für Dad (Grounded for Life, Fernsehserie, zwei Folgen)
- 2005: Family Guy – Die unglaubliche Geschichte des Stewie Griffin (Family Guy Presents Stewie Griffin: The Untold Story, Stimme)
- 2007: Sexgeflüster (After Sex)
- 2007: Boot Camp
- 2007: Moving McAllister
- 2008: Nie wieder Sex mit der Ex (Forgetting Sarah Marshall)
- 2008: Max Payne
- 2009: Ausgequetscht (Extract)
- 2010: The Book of Eli
- 2010: Date Night – Gangster für eine Nacht (Date Night)
- 2010: Black Swan
- 2011: Freunde mit gewissen Vorzügen (Friends with Benefits)
- 2012: Ted
- 2012: The Color of Time
- 2013: Die fantastische Welt von Oz (Oz: The Great and Powerful)
- 2013: Blood Ties
- 2013: Dritte Person (Third Person)
- 2014: Two and a Half Men (Fernsehserie, Folge 11x19)
- 2014: The Angriest Man in Brooklyn
- 2014: Annie
- 2015: Jupiter Ascending
- 2016: Bad Moms
- 2017: Bad Moms 2 (A Bad Moms Christmas)
- 2018: Bad Spies (The Spy Who Dumped Me)
- 2019: Willkommen im Wunder Park (Wunder Park) (Synchronisation)
- 2020: Lass es, Larry! (Curb Your Enthusiasm, Fernsehserie, Folge 10x10)
- 2020: Four Good Days
- 2021: Breaking News in Yuba County
- 2022: Ich. Bin. So. Glücklich. (Luckiest Girl Alive, auch Produktion)
- 2023: Die wilden Neunziger (That '90s Show, Fernsehserie, Folge 1x01)

## Auszeichnungen (Auswahl)

### Auszeichnungen
- 1999: YoungStar Award: 'Best Performance by a Young Actress in a Comedy TV Series' in Die wilden Siebziger
- 2000: YoungStar Award: 'Best Young Actress/Performance in a Comedy TV Series' in Die wilden Siebziger
- 2002: Young Hollywood Award: 'One to Watch – Female' in Die wilden Siebziger
- 2002: Platz 54 von Stuffs '102 Sexiest Women in the World'
- 2006: Platz 47 bei der Wahl zur 'Sexiest Woman' der Zeitschrift Maxim
- 2009: Guys Choice Awards: Hottest Mila
- 2010: Marcello-Mastroianni-Preis: Best Young Actress in Black Swan
- 2010: Oklahoma Film Critics Circle Award als beste Nebendarstellerin in Black Swan
- 2010: Saturn Award als beste Nebendarstellerin in Black Swan
- 2011: Guys Choice Award: 'Holy Grail of Hot'
- 2011: Guys Choice Award: 'Best Girl on Girl Scene' (mit Natalie Portman) in Black Swan
- 2012: Sexiest Woman Alive (Zeitschrift Esquire)
- 2013: 'Sexiest Woman in the World' (Männermagazin FHM)
- 2018: Hasty Pudding 'Woman of the Year'

### Nominierungen
- 2011: Golden Globe Award als beste Nebendarstellerin in Black Swan
- 2011: Screen Actors Guild Award als beste Nebendarstellerin in Black Swan
- 2011: Screen Actors Guild Award für das beste Schauspielensemble (zusammen mit Vincent Cassel, Barbara Hershey, Natalie Portman und Winona Ryder) in Black Swan
- 2011: MTV Movie Award für den besten Filmkuss (zusammen mit Natalie Portman) in Black Swan
- 2013: MTV Movie Award als beste Schauspielerin in Ted
- 2013: MTV Movie Award für den besten Filmkuss (zusammen mit Mark Wahlberg) in Ted
- 2016: Goldene Himbeere für die schlechteste Schauspielerin in Jupiter Ascending